# Opuntieae
Die Opuntieae sind eine Tribus in der Unterfamilie Opuntioideae aus der Familie der Kakteengewächse.

## Beschreibung
Die  Arten der Tribus Opuntieae wachsen strauchig, baumförmig oder bilden Gruppen oder Polster. Manchmal haben sie deutliche Stämme und besitzen abweichende Seitenzweige. Die Triebe verzweigen in der Regel in der Nähe ihrer Spitze. Sie sind meist deutliche abgeflacht (Platykladien) oder manchmal auch drehrund.

## Systematik und Verbreitung
Das Verbreitungsgebiet der Tribus Opuntieae umfasst den Norden des gesamten Verbreitungsgebietes der Untergattung und reicht im Süden bis nach Mittelargentinien. Die Tribus wurde 1828 von Augustin-Pyrame de Candolle aufgestellt.
Zur Tribus gehören die folgenden Gattungen:
- Brasiliopuntia (K.Schum.) A.Berger
  - Brasiliopuntia brasiliensis (Willd.) A.Berger
- Consolea Lem.
- Miqueliopuntia Frič ex F. Ritter
  - Miqueliopuntia miquelii (Monv.) F. Ritter
- Opuntia Mill.
- Tacinga Britton & Rose
- Tunilla D.R.Hunt & Iliff

## Nachweise